# Автошлях E14
Європейський маршрут E14 — європейський автомобільний маршрут від Тронгейма, Норвегія, до Сундсвалля, Швеція, загальною довжиною 461 км.
Маршрут дороги проходить по містах Тронгейм — Естерсунд — Сундсвалль.

## Фотографії

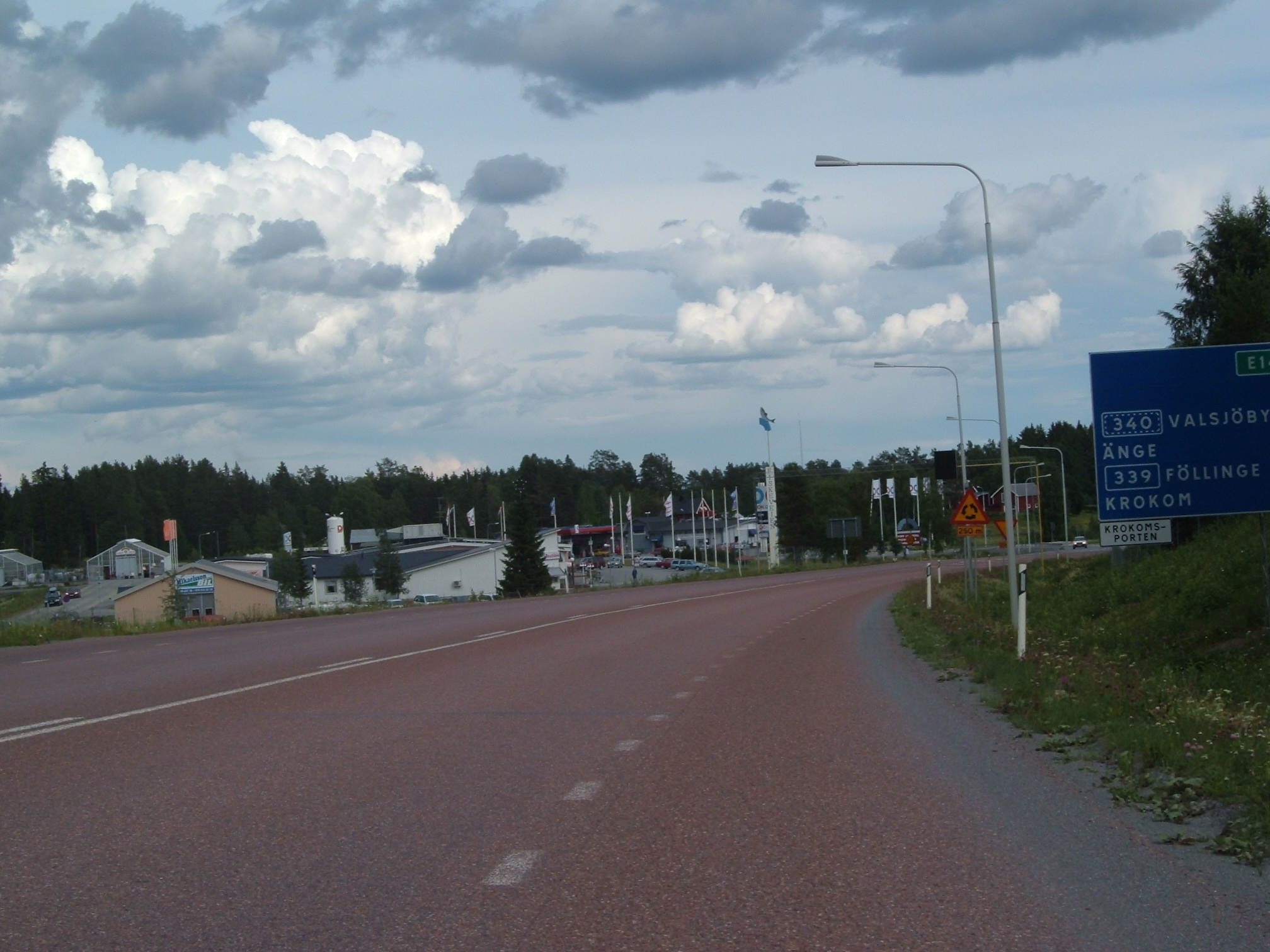
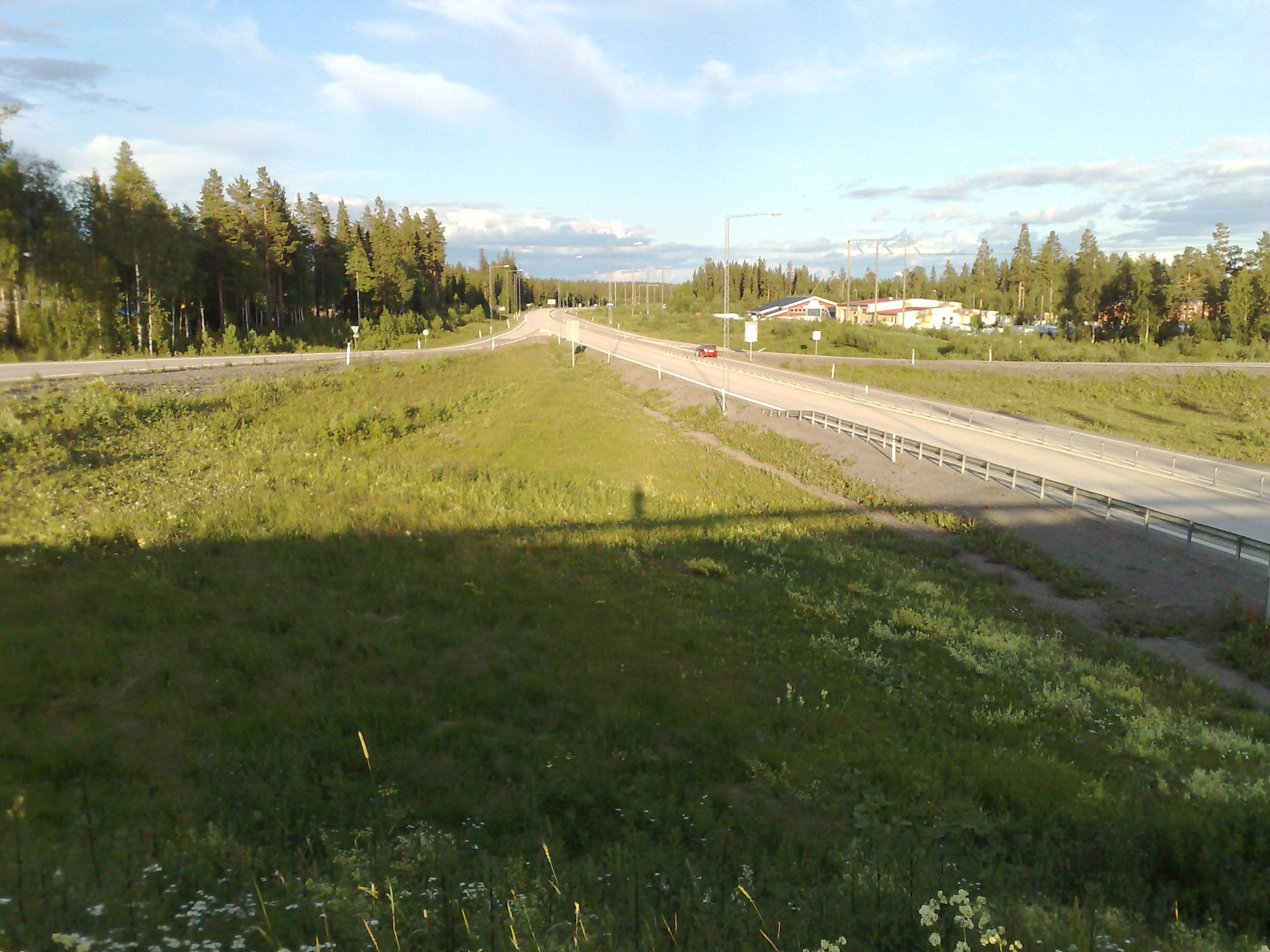
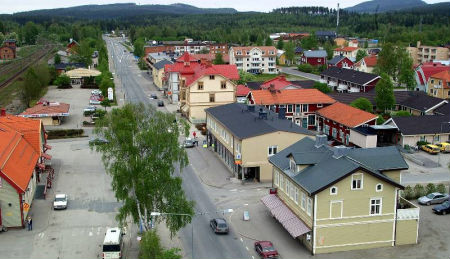